# Útravaló verseimmel
Madách Imre lírai költeményeinek tervezett gyűjteményes kiadása elé írta Útravaló verseimmel című versét. Bár a kötet végül sosem jelent meg, ez a mű fennmaradt. Utolsó szakaszára gyakran tekintenek életművének, így főművének, Az ember tragédiájának összefoglalásaként.